# Měrćin Nowak-Njechorński

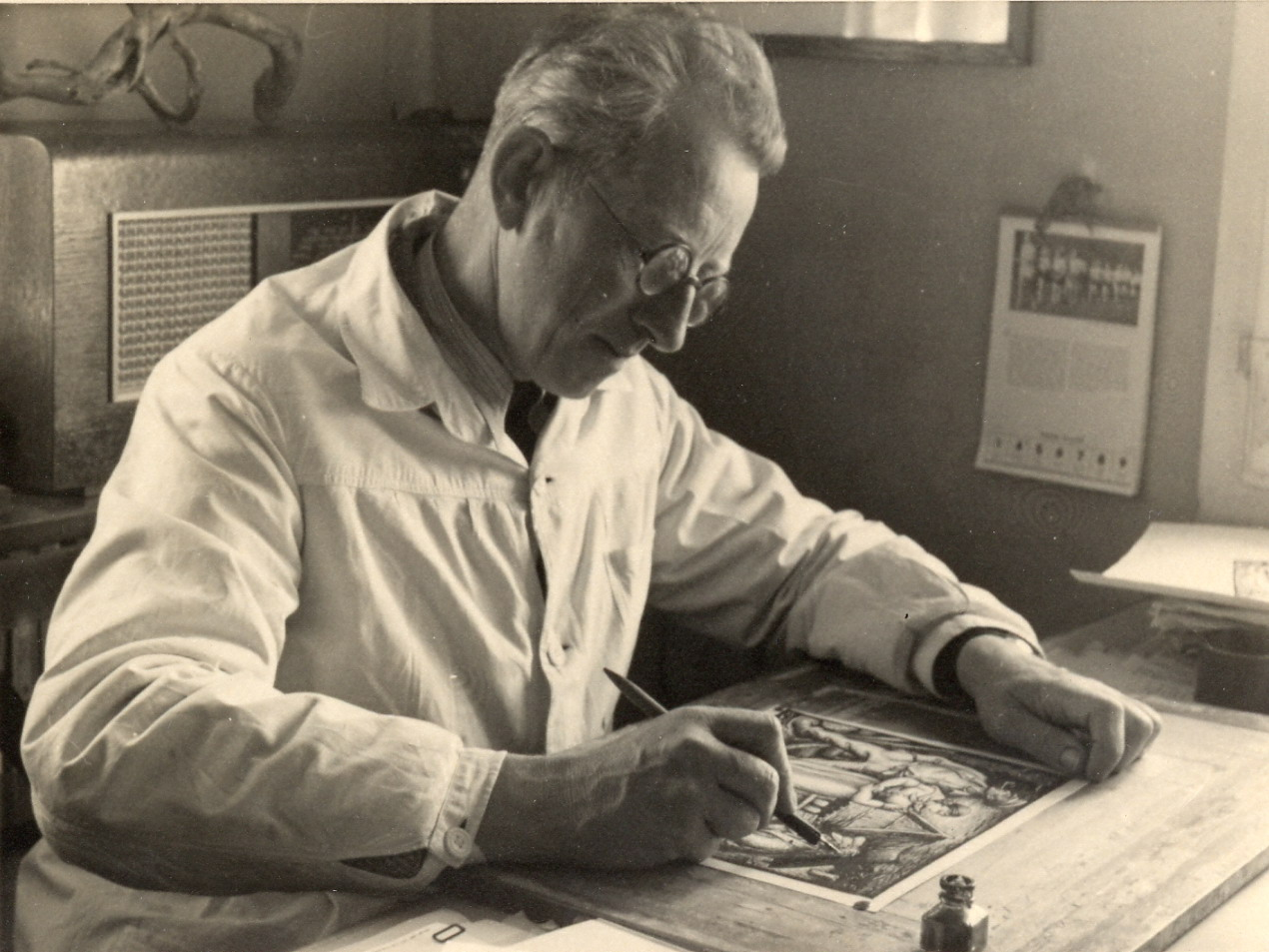
Měrćin Nowak (um 1960)

Měrćin Nowak-Njechorński (deutscher ab 1958 Martin Nowak-Neumann; * 13. Juni 1900 in Nechern/Njechorń; † 6. Juli 1990 ebenda) war ein sorbischer Maler, Grafiker, Publizist und Schriftsteller.

## Leben und Werk

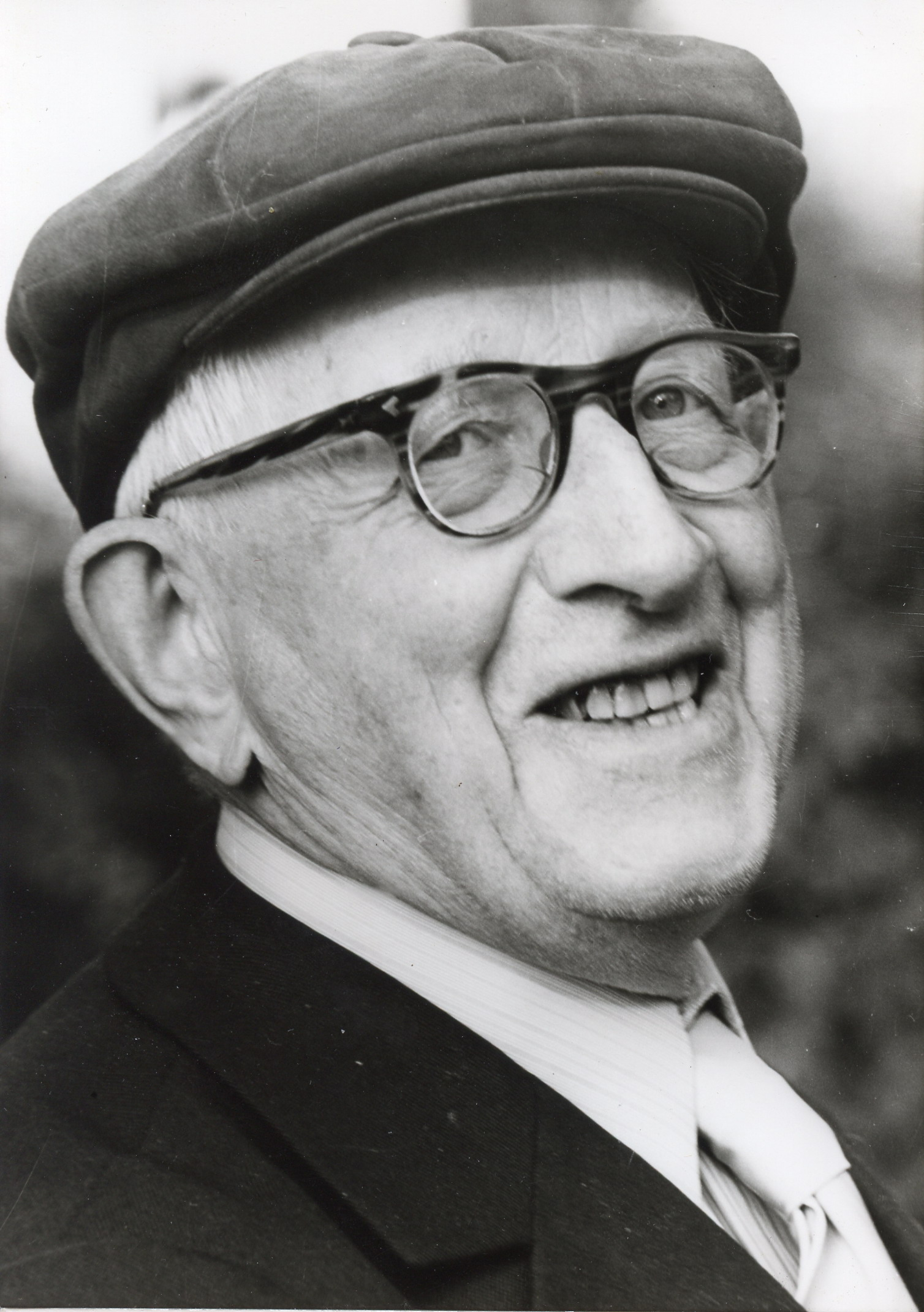
Měrćin Nowak-Njechorński (1970)

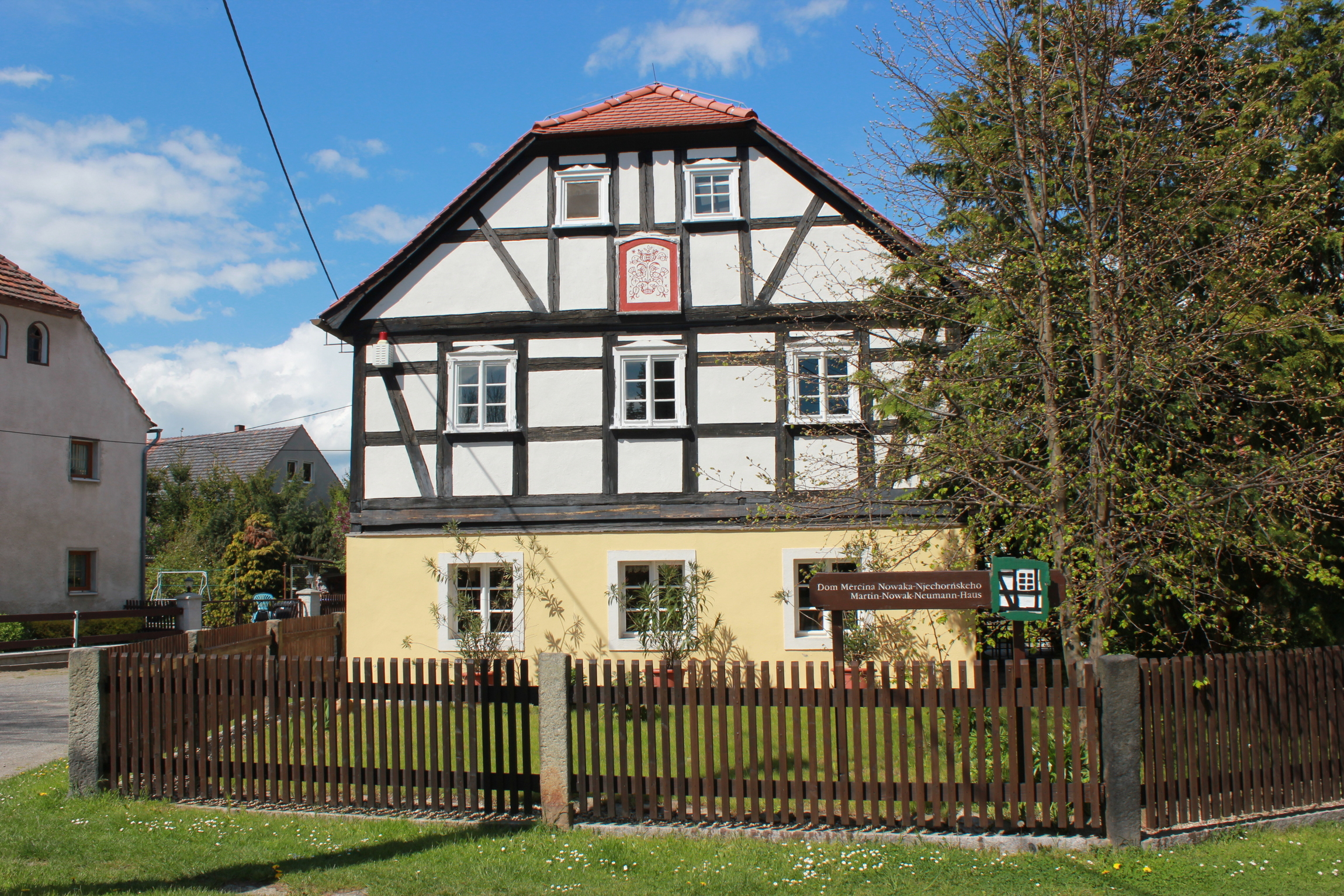
Martin-Nowak-Neumann-Haus in Nechern

Nach dem Besuch der Volksschule in Wurschen bildete er sich in Fernkursen auf dem Gebiet der Malerei fort. 1919 hatte er eine erste Verkaufsausstellung in Görlitz, deren finanzielles Ergebnis ihm ermöglichte, ab 1920 an der Leipziger Staatlichen Akademie für graphische Künste und Buchgewerbe und dann bis 1923 an der Dresdner Kunstakademie zu studieren. Dort begeisterte er sich zunehmend für die sorbische Volkskultur, was für ihn ein Anreiz war, im slawischen Ausland zu studieren. Auch begann er, sich vornehmlich mit Motiven aus der slawischen Mythologie künstlerisch auseinanderzusetzen. 1923 gründeten er und Georg Heine, Hanka Krawcec und Fryco Latk mit der „Vereinigung sorbischer Künstler“ (Zjednoćenstwo serbskich wuměłcow) den ersten sorbischen Kunstverein.
Er begab sich 1923 nach Prag, wo er bis 1927 an der Kunstakademie unter anderem bei Max Švabinský studierte. Von 1927 bis 1929 studierte er an der Kunstakademie in Warschau. Nach seiner Rückkehr nach Bautzen arbeitete er seit 1929 als Redakteur der sorbischen Tageszeitung Serbske nowiny. Aus politischen Gründen wurde er 1933 von diesem Posten entfernt. Er arbeitete danach als freischaffender Maler. 1933 und 1939 war er vorübergehend inGestapo-Haft. Von 1935 bis 1939 war er künstlerischer Mitarbeiter des Bundes polnischer Minderheiten in Deutschland. Dann wurde er zur Wehrmacht eingezogen, und er musste am Zweiten Weltkrieg teilnehmen.
Nach der Rückkehr aus der US-amerikanischen Kriegsgefangenschaft war er von 1947 bis 1950 Chefredakteur der sorbischen Tageszeitung Nowa doba und von 1950 bis 1969 als Nachfolger von Ota Wićaz Chefredakteur der sorbischen Kulturzeitschrift Rozhlad. Ab 1949 war er Vorsitzender des Arbeitskreises sorbischer bildender Künstler im Verband Bildender Künstler der DDR. Er gehörte dem Bundesvorstand der Domowina an.
Nach seinem Eintritt in den Ruhestand 1969 lebte er als freischaffender Maler und Schriftsteller in seinem Heimatort Nechern.
Sein Geburts- und Wohnhaus in Nechern wurde der Öffentlichkeit im Juni 1999 als Museum übergeben.

### Namen, Pseudonyme, Signet

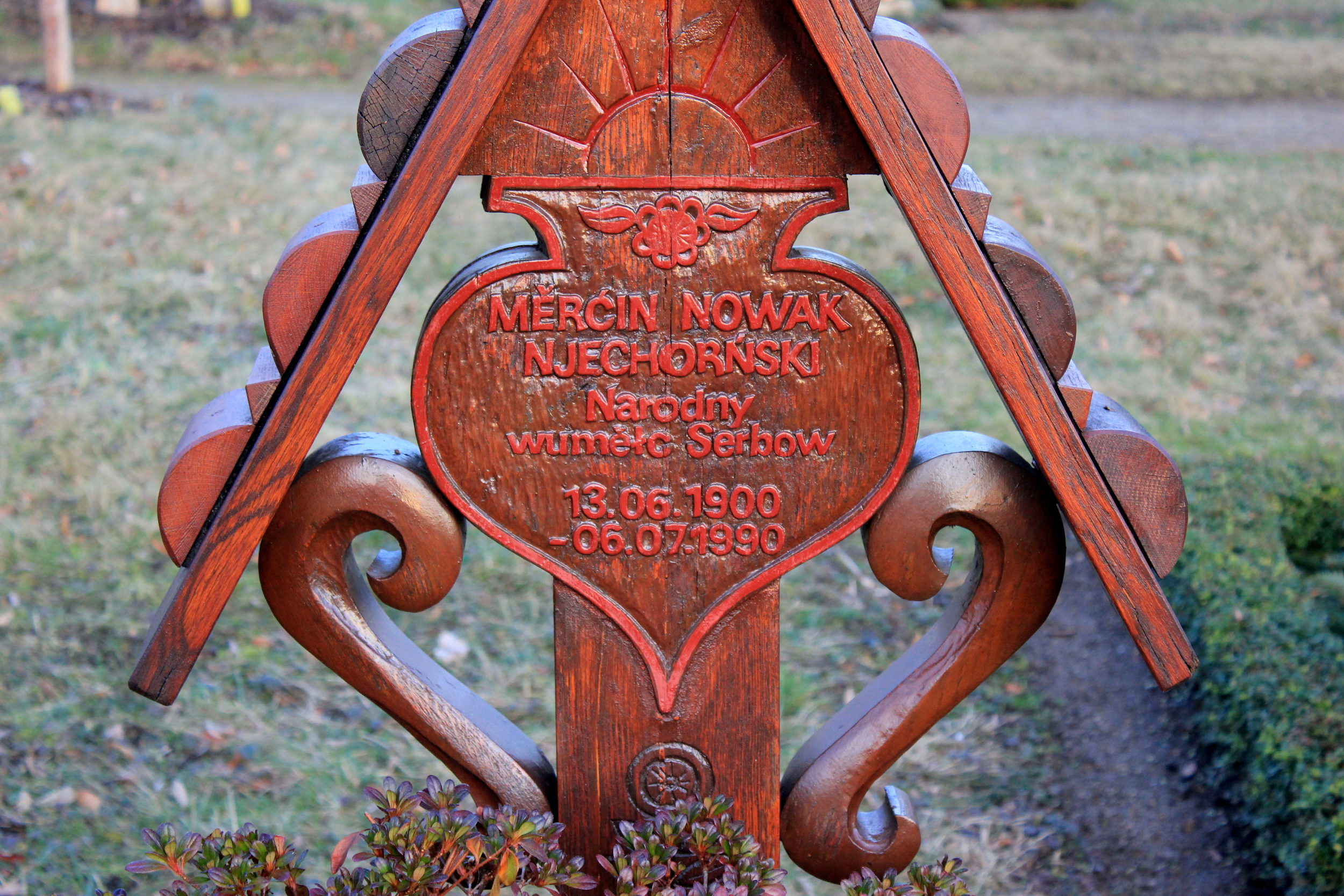
Grabkreuz von Nowak-Njechorński auf dem Friedhof in Gröditz

Měrćin Nowaks amtlicher Geburtsname war Martin Neumann. Er benutzte dann den Künstlernamen Martin Neumann-Nechern Im Jahr 1958 änderte er seinen deutschen Namen offiziell in Martin Nowak-Neumann. Dabei setzte er seinen sorbischen und deutschen Nachnamen als Doppelnamen ein. Sein sorbischer Beiname Njechorński stammt vom Namen seines Wohnortes Nechern (sorb. Njechorń). Zusätzlich benutzte er noch zahlreiche Pseudonyme. Als Signet auf seinen Zeichnungen verwendete er das Lindenblatt. Die Linde ist das Symbol des sorbischen Volkes.

## Ehrungen (Auswahl)
- 1951: Nationalpreis der DDR III. Klasse
- 1956 und 1959: Ćišinski-Preis
- Literaturpreis der Domowina
- 1981: Goldenes Abzeichen zum Verdienstorden der Volksrepublik Polen
- 1976: Orden Stern der Völkerfreundschaft
- 1982: Hans-Grundig-Medaille
- 1985: Ehrenspange zum Vaterländischen Verdienstorden in Gold

## Museen und öffentliche Sammlungen mit Arbeiten Nowak-Njechorńskis
- Berlin: Kinder- und Jugendbuchabteilung der Staatsbibliothek zu Berlin
- Bautzen: Sorbisches Institut
- Dresden: Museum für Sächsische Volkskunst[2]

## Werke (Auswahl)

### Federzeichnungen
- Tracht aus Nochten (im Bestand des Sorbischen Instituts, Bautzen)[3]
- Das sorbische Jahr (Folge von sechs Federzeichnungen, 45 × 30 cm; auf der Dritten Deutschen Kunstausstellung)[4]
- Sorbische Volksmärchen (Folge von Federzeichnungen für Buchillustrationen; auf der Vierten Deutschen Kunstausstellung)[5]
- Maler auf der Baustelle (Federzeichnung; auf der Fünften Deutschen Kunstausstellung)[6]

### Buchillustrationen
- Sagen der Lausitz. Domowina-Verlag, Bautzen, 1979
- Meister Krabat der gute sorbische Zauberer. Domowina-Verlag Bautzen, 1983
- Das Wunderpferdchen. Domowina-Verlag Bautzen, 1984
- Paul Nedo: Sorbische Volkstrachten – Die Tracht der Sorben um Schleife. Domowina-Verlag Bautzen, 1984
- Goldengütlein, Domowina-Verlag Bautzen, 1989

## Weitere Ausstellungen (mutmaßlich unvollständig)

### Einzelausstellungen
- 1927: Mladá Boleslav
- 1928: Brno
- 1929: ljubljana
- 1950: Bautzen
- 1986: Niesky

### Teilnahme an zentralen und wichtigen regionalen Ausstellungen in der Sowjetischen Besatzungszone bzw. der DDR
- 1949: Görlitz, Aula der 10. Grundschule („3. Jahresausstellung Lausitzer Bildender Künstler“)[7]
- 1953, 1958 und 1962/1963; Dresden, Dritte bis Fünfte Deutsche Kunstausstellung
- 1972: Dresden, Bezirkskunstausstellung
- 1979: Berlin, Altes Museum („Weggefährten – Zeitgenossen. Bildende Kunst aus 3 Jahrzehnten “)
- 1979: Berlin, Ausstellungszentrum am Fernsehturm („Die Buchillustration in der DDR. 1949 – 1979“)